# Танки в Першій світовій війні
Перші танки з'явились під час Першої світової війни як спроба подолання окопної війни, що встановилась на Західному фронті восени 1914 року. До створення такого типу машин прийшли незалежно та майже одночасно у Великій Британії та Франції, і тільки ці дві країни виробляли їх серійно під час війни. Тогочасні танки були повільними та неповороткими, але їхні броня та зброя дозволяли ефективніше проривати лінії оборони та надавали безпосередню підтримку піхоті.
Велика Британія виготовила понад 2,5 тисячі танків, переважно важких Mark I, Mark IV, Mark V, а також швидкі кулеметні танки Medium Mark A, Mark B та Mark C. Франція виготовила кілька сотень не дуже вдалих Schneider CA1 і Saint-Chamond, а 1918 року повністю перейшла на виробництво легких Renault FT, яких виготовила приблизно 3 тисячі до завершення війни. FT був першим серійним танком з обертовою баштою, а його компонування стало класичним і надалі широко застосовувалось у танкобудуванні. Німецьке командування занадто пізно зрозуміло користь танків, тому Німеччина спромоглась виготовити лише 20 танків A7V та була змушена концентрувати зусилля на боротьбі з танками Антанти. США та Італія налагодили виробництво танків лише наприкінці війни, але взяти участь у боях вони не встигли.
Попри те, що танки довели свою ефективність під час війни, Велика Британія, Франція та США після війни скептично поставились до перспектив цього виду озброєння, згорнули виробництво та відкинули прогресивні ідеї, створені на основі бойового досвіду. Внаслідок цього на початку Другої світової вони суттєво відставали в створенні та підходах до застосування танків від Німеччини та СРСР.

## Передумови появи

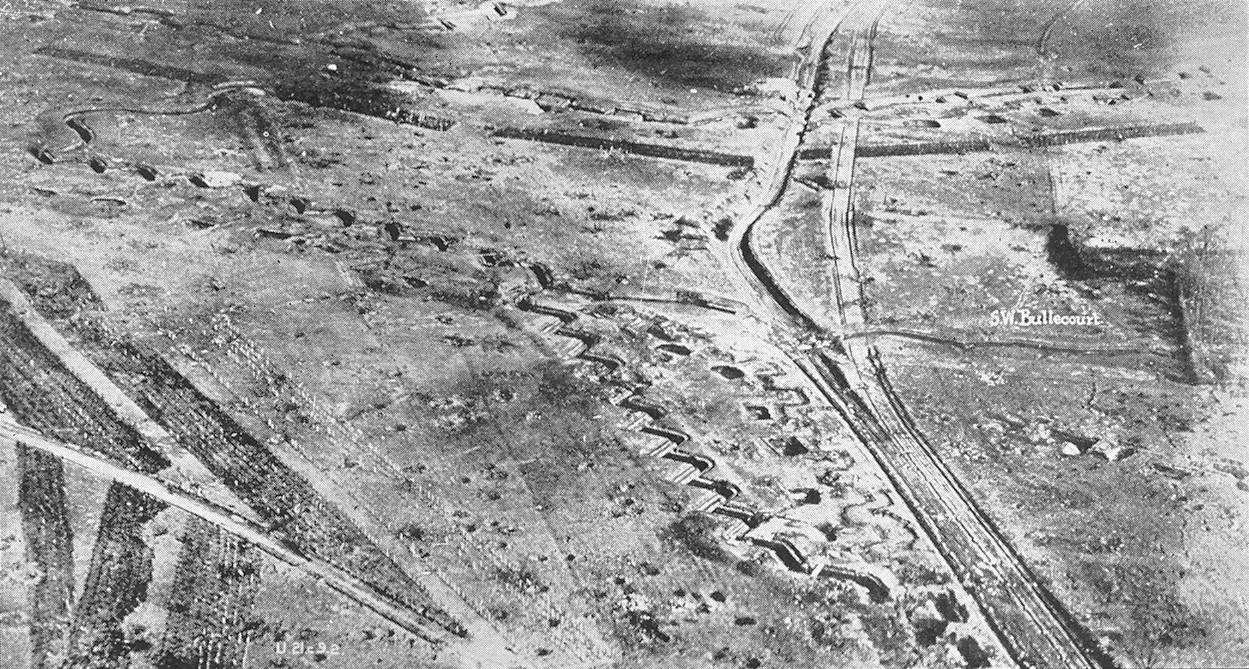
Укріплення лінії Гінденбурга. Штурм подібних фортифікацій був надзвичайно важким для піхоти та призводив до великих втрат, що й спричинило появу танків.

На початку Першої світової війни броньована техніка не була новою ідеєю, оскільки ще з англо-бурських війн застосовувались бронепоїзди, а з початку XX століття обмежено використовувалися бронеавтомобілі. Втім, бронепоїзди були прив'язані до залізничних колій, а бронеавтомобілі — до доріг. Хоч колісна бронетехніка була корисною, початок війни швидко показав її недієвість на м'яких ґрунтах Західного фронту. Проєкти гусеничних броньованих машин перед війною існували, однак не набули розвитку.
Початок Першої світової в серпні 1914 року не спричинив одразу розвиток танків, бо вважали, що війна швидко завершиться за допомогою тих самих методів, що й раніше. Однак, протягом кінця 1914 — початку 1915 року бойові дії на Західному фронті набули вигляду позиційної війни, в якій кожна сторона створювала все міцніші укріплення, не маючи змоги прорвати оборону ворога. Між наступальними та оборонними спроможностями військ відбувся дисбаланс. Окопи надавали оборонцям захист, тоді як у наступі мобільність піхоти на полі бою була обмежена колючим дротом. Війська в наступі зустрічали артилерійський вогонь з небачених раніше дистанцій, а з менших відстаней їх знищували кулемети. Щоб подолати ці проблеми, виникла ідея створення спеціалізованих штурмових машин, здатних витримувати кулеметний вогонь та розчавлювати загородження з колючого дроту, допомагаючи піхоті. Нова техніка була більш схожою на античні облогові машини, ніж на мобільні гарматні платформи, проєкти яких пропонували винахідники до війни.

## Історія за країнами

### Велика Британія

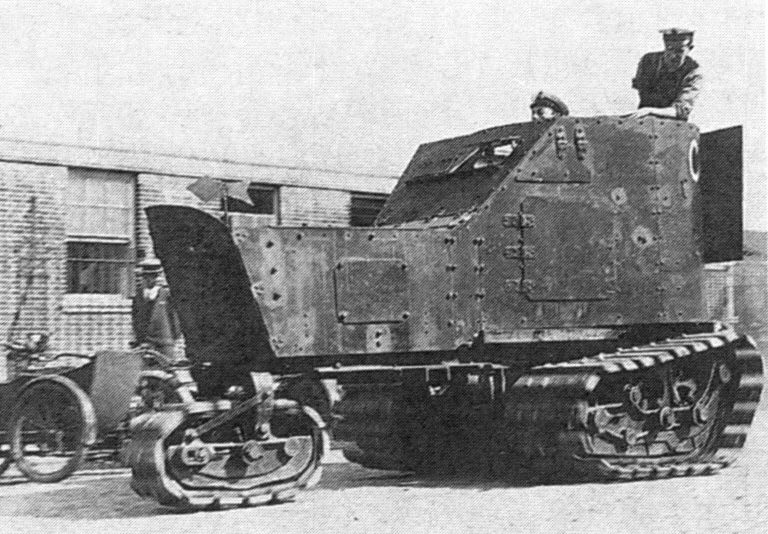
Броньований трактор Killen-Strait, один із перших прототипів танка

Достеменно невідомо, хто першим висловив ідею використання броньованих гусеничних машин для штурму траншей і хто винайшов танк. Ініціаторами їх розроблення були головний воєнний кореспондент Експедиційних сил Ернест Свінтон і полковник Королівської морської піхоти, секретар Комітету оборони Імперії Моріс Генкі, які обговорювали цю тему в жовтні 1914 року. Генкі вбачав лише два способи подолання застою на фронті — або атакувати в іншому місці, або створити штурмову бронемашину, — проте його ідеї не знайшли підтримки у Воєнному офісі.
Хоча Генкі не зміг зацікавити вище керівництво армії, зокрема Держсекретаря з питань війни Герберта Кітченера, в грудні 1914 ідея припала до душі Першому лордові адміралтейства Вінстону Черчиллю. Ранні проєкти походили від Бронеавтомобільної дивізії (англ. Armoured Car Division) Повітряних військ Королівського флоту (англ. Royal Navy Air Service, RNAS), яка була створена для підтримки морської авіації, розгорнутої у Франції. Маючи певний досвід застосування бронеавтомобілів, з грудня 1914 року дивізія почала пропонувати й гусеничні броньовані машини. Черчилль зацікавився ними та в лютому 1915 року створив Комітет із сухопутних кораблів (англ. Landship Committee) для дослідження бронемашин. Першою збудованою гусеничною броньованою машиною став броньований трактор Killen-Strait з корпусом від бронеавтомобіля. Комітет продовжував дослідження, доручивши виготовлення зразків компанії William Foster & Co. Ключовими розробниками були Волтер Вілсон і Вільям Тріттон.
Черчилль вважав найпростішим рішенням встановлення бронещитів на гусеничні трактори, які проходили випробування та запроваджувались у війську в ролі артилерійських тягачів. Він думав, що німці могли розробляти подібне рішення, однак він помилявся. Воєнний офіс вважав навіть таке просте рішення непотрібним. Головною проблемою була політика створення обладнання тільки на основі поточних потреб і запитів військових, а не на основі припущень. Кітченер був шанованим воєначальником, однак був закритий до нових ідей. Ймовірно, якби не його загибель у липні 1916 року, прогрес розвитку та застосування танків був би значно повільнішим. Втім, офіс не був дуже зацікавлений навіть пізніше, коли танки вже продемонстрували ефективність і виготовлялись масово, тому дослідження проблематики танків проводили переважно в Повітряних військах Королівського флоту.
У вересні 1915 було збудовано прототип Little Willie (укр. «Малюк Віллі»), який вперше реалізував концепцію танка в металі, однак невдовзі його відкинули на користь спорідненого проєкту Centipede (укр. «Багатоніжка») з гусеницями, пущеним навколо корпуса. Це забезпечило бажану прохідність, але практично унеможливило встановлення башти (оскільки вона була б занадто високо), тож для озброєння на бортах встановили спонсони, як на кораблях. Цей танк назвали Mark I випускали у двох варіантах: «самець» з двома 57-мм (6-фунтовими) корабельними гарматами й 3 кулеметами та «самиця» з 5 кулеметами, приблизно в однакових кількостях. Вперше новітню машину продемонстрували в лютому 1916 року. Воєнний офіс замовив 100 таких машин, перші надійшли в червні того року.
Якщо створення Little Willie проходило без особливої секретності, то разом з переходом до нової конфігурації гусениць, секретність стала надзвичайно суворою, аж до того, що робітники William Foster & Co не отримували відзнаки за роботу національної важливості та звільнення від військової служби. Секретність поширювалась і на назву цього типу машин. Спочатку їх запропонували називати water carrier («водовоз») або скорочено WC, але таке позначення не прижилось. Натомість поширилась назва «танк» (англ. tank), що означає бак або цистерну — при транспортуванні їх видавали саме за цистерни з водою, призначені для Російської імперії, і навіть наносили на них написи російською.

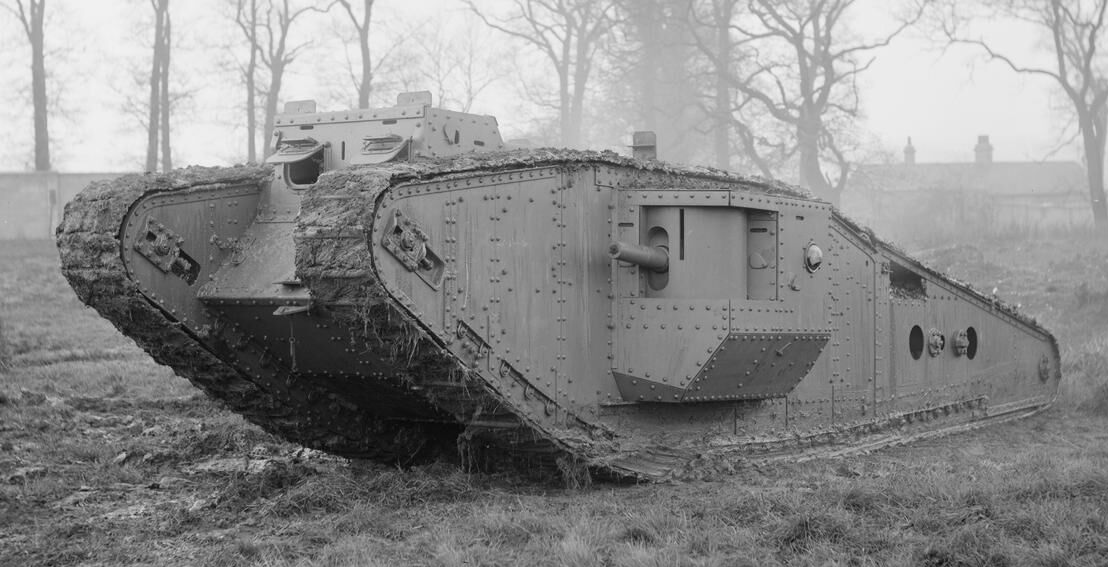
Mark IV «самець»

На основі Mark I протягом війни та після неї створювались нові модифікації. З травня 1917 виготовляли суттєво оновлений Mark IV, який отримав краще бронювання та гармату з коротшим стволом; виготовлено близько 1000 одиниць. Спочатку Mark V мав отримати нову конструкцію, однак зрештою вирішили лише покращити Mark IV встановленням потужнішого 150-сильного двигуна Гаррі Рікардо. Також існувала подовжена версія з бічними дверима, яку називають «Mark V star» або «Mark V*». Було виготовлено 400 Mark V та 700 Mark V*, які вперше взяли участь у боях у липні 1918. Mark VII був подовженим Mark I з низкою інших механічних модифікацій. Його прототип був готовий у липні 1918 року. Було замовлено 74 танки, однак до кінця війни виготовили лише три. Наприкінці війни США погодились на спільне виробництво танків Mark VIII з Великою Британією. Було заплановано спільне виготовлення силами союзників: двигун у США, озброєння в Британії та складання у Франції. Через завершення війни із замовлених 1500 машин було виготовлено лише 24 в Великій Британії та 100 в США, які ніколи не застосовувались у боях. Також на основі цієї серії танків було спроєктовано низку інших бронемашин, як самохідна артилерійська установка Gun Carrier Mark I і бронетранспортер Mark IX і так звані «танки постачання» (англ. supply tank), призначені для перевезення вантажів на полі бою.
1916 року з'явилась ідея швидкого танка, який можна було б застосувати у великих кількостях. У червні 1917 року, після демонстрації проєкту Тріттона Chaser, пізніше перейменованого на Medium Mark A, було замовлено 200 одиниць, які почали надходити з жовтня 1917 року. Танк мав екіпаж із трьох осіб, кулеметне озброєння в необертовій рубці та міг розвивати швидкість близько 13 км/год. Цей напрямок розвитку танків привів до появи важчих і більших Mark B та Mark C 1918 року, а його завершенням став експериментальний швидкісний танк Mark D, створений 1919 року.

### Франція

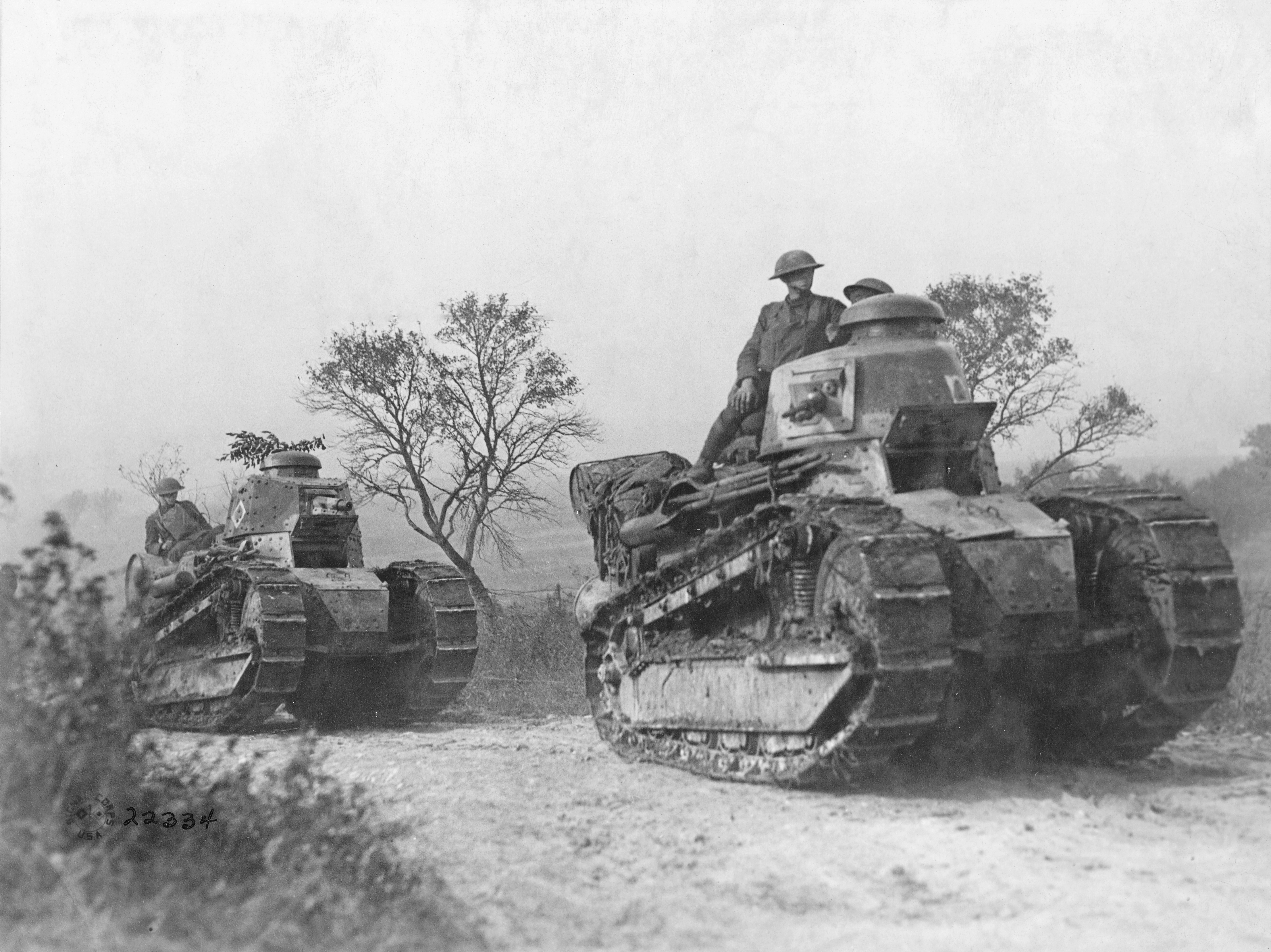
Два Renault FT, на передньому плані кулеметний варіант

Французькі інженери розпочали розробку танків майже одночасно та практично незалежно від британців, але процес відбувався схожим чином. У Франції до цієї ідеї прийшли також завдяки бронеавтомобілям. 1914 року інженер компанії Schneider («Шнеде́р») Ежен Брільє міркував про додавання до американських тракторів Holt («Голт») броньованої надбудови та кулеметів. У січні 1915 року компанія розпочала роботи й до серпня розробила «озброєний і броньований трактор». Іншим зачинателем танків у Франції був полковник Жан Батіст Етьєн. Ще в серпні 1914 року він казав: «Перемога належатиме тій стороні, яка першою встановить гармату на машину, здатну рухатись будь-якою місцевістю». В грудні 1915 Етьєн побачив використання трактора Holt британською артилерією та запропонував ідею «сухопутного лінкора» для прориву ворожих траншей, яку швидко схвалив головнокомандувач Жозеф Жоффр. Також існували незвичайні проєкти, як машина Буаро, дистанційно керовані міни Schneider Crocodile та «електрична торпеда Обріо-Ґабе».
У грудні 1915 Етьєн звернувся до Schneider і познайомився з Брільє, який допоміг втілити його ідеї, створивши Schneider CA. В лютому 1916, всього за кілька днів після британців, Міністерство оборони Франції замовило 400 танків CA, однак перший виготовили лише у вересні того року. Маючи вагу 13,5 тонн, танк був оснащений короткоствольною 75-мм гарматою в барбеті, однак поступався Mark I у прохідності. Загалом машина була не дуже вдалою, і хоча її недоліки намагались виправити в нових версіях, через появу Renault FT Етьєн втратив зацікавленість у серії CA.
Несподівано для французької армії, в результаті конкуренції між Schneider та компанією FAMH з'явився новий танк — 23-тонний Saint-Chamond («Сен-Шамо́н») з потужнішою 75-мм гарматою. Він теж не мав достатньої прохідності та легко застрягав через сильно винесену вперед носову частину. Також при нахилі пальне могло перестати потрапляти до двигуна, що було проблемою й ранніх британських танків. Хоч танк і зазнав деяких поліпшень, вдалим він теж не був. 48 танків пізніше переробили на бронетранспортери.
Третій французький танк Renault («Рено́») FT принципово відрізнявся від попередніх. Його створення також ініціював Етьєн на тлі нестачі виробничих потужностей, які не могли забезпечити велику кількість важких танків. Наприкінці 1915 виробник автомобілів Луї Рено відмовився від співпраці з Етьєном через відсутність у компанії досвіду з гусеничними машинами та велике завантаження. У липні 1916 Етьєн знову звернувся до Рено, і цього разу автовиробник погодився розпочати створення танка. Попри сумніви в тому, що велика кількість легких танків є кращою за невелику кількість важких, легкі танки виявилися простішими та дешевшими для виготовлення, а ще їх могли перевозити на вантажівках. Перші прототипи були готові на початку 1917 року. Протягом року їх виготовили менше сотні через проблеми з двигуном і баштою, але вже наступного року виготовили понад 2000 танків. Танк мав екіпаж із двох осіб, а в ролі основного озброєння використовував короткоствольну 37-мм гармату. FT був першим серійним танком з обертовою баштою, а його компонування стало класичним і надалі широко застосовувалось у танкобудуванні..

### США
За свідченнями Свінтона, в США були зацікавлені в танках відтоді, як про них дізнались. Після вступу США до війни у квітні 1917 розпочалось активне дослідження можливостей їх застосування, а в липні звіти показали гарні перспективи. Командувач Американських експедиційних сил Джон Першинг у вересні 1917 року зробив запит на значну кількість танків. Він вважав, що необхідно виготовити 1000 легких і 600 важких танків. У вересні 1917 року танками зацікавився капітан кавалерії Джордж Паттон, і в листопаді відкрив першу американську танкову школу в Лангрі. Попри амбіції Першинга та Паттона, американські сили до кінця війни отримали 514 Renault FT французького виробництва й деяку кількість Mark V. Вперше американці застосували танки в боях у вересні 1918 року.
США почали виготовляти танки наприкінці війни, однак ті не встигли взяти участь у бойових діях. До кінця війни було виготовлено прототипи спільного з Британією важкого Mark VIII Liberty та декілька десятків легких M1917, що були копією французького FT з незначними змінами. Єдиним повністю американським танком був легкий M1918, розроблений Ford Motor Company. Початково було замовлено 1500 одиниць, але виготовлено всього 15.

### Німеччина

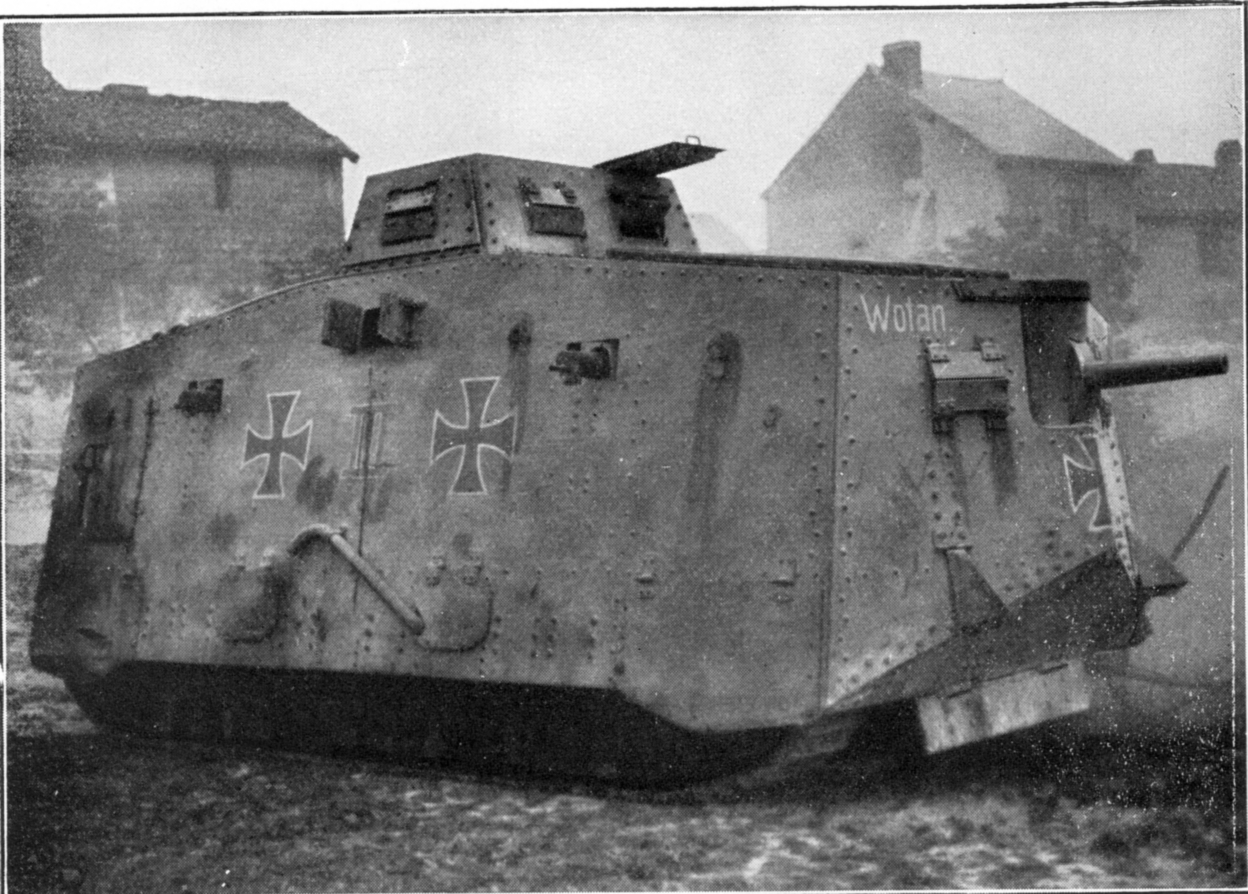
Німецький A7V

Перед війною низка німецьких компаній виготовляла бронеавтомобілі, але армія не була в них зацікавлена. Погляд на ці машини змінився лише тоді, коли німці зіштовхнулись із ними в Бельгії. Ідеї створення гусеничних бронемашин з'являлись на початку війни, але не викликали зацікавлення з боку військових. Після битви на Соммі у вересні 1916 року, де британці вперше застосували свої танки, німецьке командування залишалось скептичним, але Пруський воєнний офіс усе ж видав наказ на створення танка.
Німці початково планували розробити оборонну машину для піхоти без гарматного озброєння. Ніяких чітких рішень не було, плани постійно змінювались. Крім того, німецька промисловість була надзвичайно завантажена й не мала можливості масово виготовляти танки. Початково передбачались підрозділи по 5 танків (4 «самиці» з вогнеметами й кулеметами та один «самець» з гарматою та кулеметами). Після битви за Камбре вимоги змінились на користь лише гарматних танків, що знову відтермінувало виробництво.
Кінцевим результатом розробки став A7V, створений Йозефом Фолльмером. Випробування відбулось у лютому 1917 року. Попри те, що танк погано долав траншеї та вирви від снарядів, розпочалось серійне виготовлення, перший танк від Daimler-Motoren-Gesellschaft був готовий у квітні, а у вересні танки почали надходити до військ. Із замовлення на 100 одиниць до кінця війни було виготовлено лише 20. Після битви за Камбре німці довели свій танковий парк до приблизно 50 машин, переважно захоплених британських Mark IV. A7V мав великий розмір, вагу понад 40 тонн та 18 осіб екіпажу. Він був складним в обслуговуванні та сильно нагрівався всередині, тому екіпаж був змушений періодично зупинятись і залишати танк для охолодження.
1918 року німці намагались створити власний легкий танк LK у відповідь на французькі Renault FT, але виробництво так і не розпочалось.

### Інші країни
Інші країни також намагалися виготовляти танки. Італія розробила до кінця війни дві моделі: великий Fiat 2000 з обертовою баштою та власну версію легкого французького FT під назвою Fiat 3000, однак початок розгортання їхнього виробництва припав на кінець війни, тож вони так і не взяли участі в боях. Франція не могла та не бажала озброювати Італію своїми FT, надавши лише три одиниці в липні 1918.
У Російській імперії хотіли створити танк на початку війни. В результаті було створено «цар-танк» Лебеденка з величезними передніми колесами й всюдихід Пороховщикова, які не виготовлялись серійно. Російська імперія також прагнула отримати британські танки під час Першої світової та незадовго до більшовицького перевороту встигла передплатити за них, але отримувати танки почала лише в середині Громадянської війни.

## Бойове застосування

### 1916: Сомма

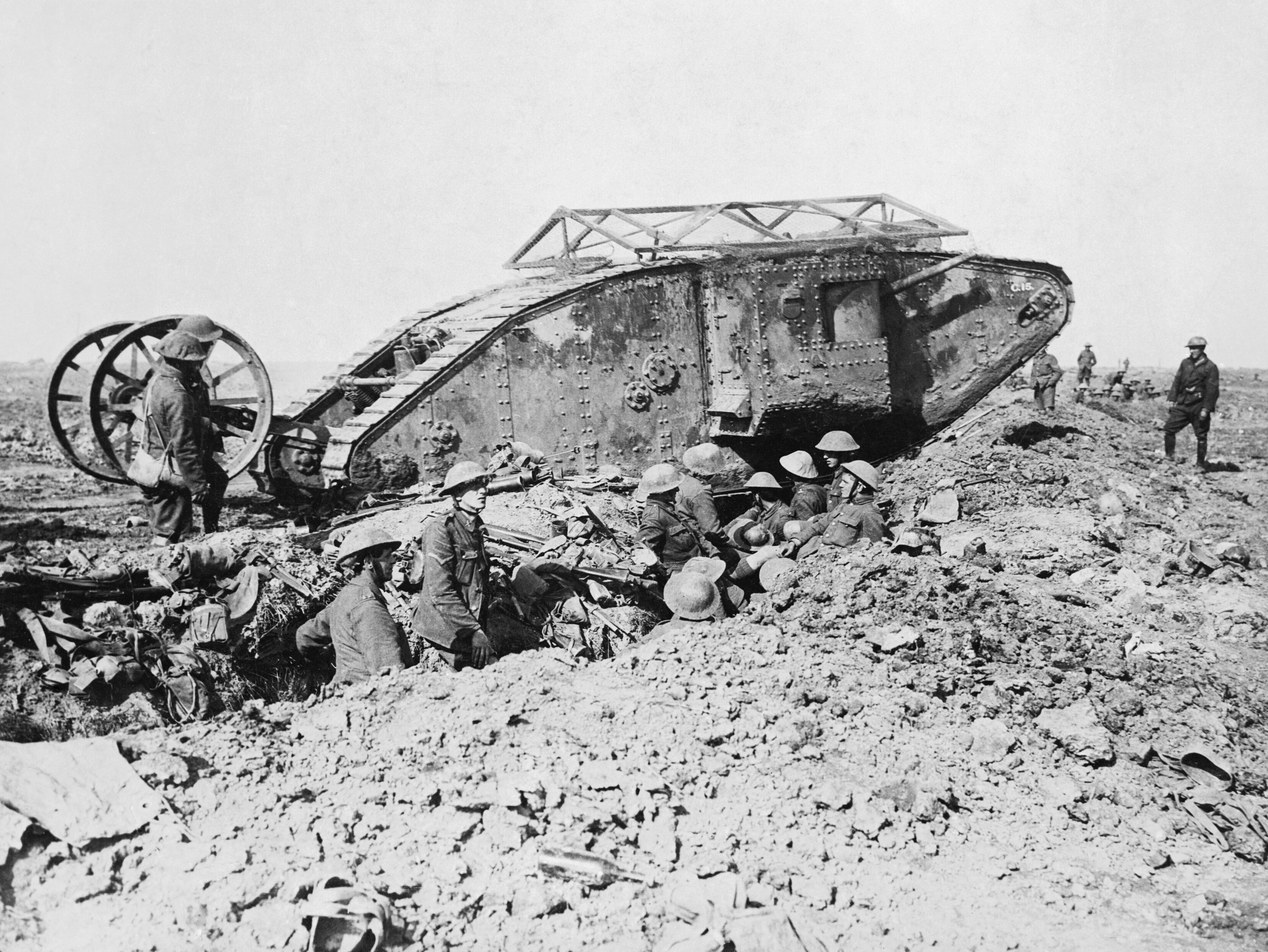
Mark I у битві на Соммі, 1916

Первісні британські ідеї застосування танків переважно походили від Свінтона, якого призначили першим командиром танкового підрозділу. Він вважав танк «передусім винищувачем кулеметів, якого можна використати на додачу до піхотного штурму» та використовував їх відповідно. Свінтон стверджував, що їх слід було накопичити й використати масовано, однак польовий маршал Дуґлас Гейґ вважав за потрібне розгортати танки у Франції якнайшвидше. Перше бойове застосування відбулось 15 вересня 1916 в битві на Соммі (в боях за Флер і Курселетт), коли всього танків було 49, з яких лише 32 боєздатні.
Хоч танки виявились недостатньо надійними та не зробили великого впливу на хід битви, маршал Гейґ був задоволений першим застосуванням і стверджував, що успіху вдалось досягнути тільки на тих напрямках, де була їхня підтримка. За його словами, вони успішно знищували кулемети та деморалізували німецьких солдатів, що підтверджували й полонені. Одразу після битви він замовив 1000 машин. Після подій на Соммі британська преса почала поширювати натхненні матеріали про новітню зброю, суттєво переоцінюючи її бойові якості. Битва виявила проблеми нової техніки: надзвичайна гучність двигуна видавала танкові атаки здалеку, а іскри та полум'я з випускних труб демаскували машини в темряві. Крім того, огляд зсередини машини був надзвичайно поганий, екіпажі були недостатньо навчені, а командири погано розуміли, як застосовувати новітню техніку. Німці початково були переконані, що танки прив'язані до доріг та абсолютно невразливі для кулеметів, однак насправді Mark I був вразливий для бронебійних кулеметних куль «K», але поки німецькі солдати це виявили, вже з'явились наступні танки, захищені від цих боєприпасів.
Британське командування мало негативні погляди на танки. Воно покладало провину за не дуже успішне застосування танків на їхніх конструкторів та командирів, хоча ті якраз і виступали проти застосування танків до накопичення великої кількості. До кінця 1916 особливого поступу в застосуванні танків не було; вони брали участь в атаках піхоти, однак погода поступово гіршала і їх застосовували все рідше. Попри це, виготовлення танків тривало, а виробники накопичували запаси озброєння та запасних частин.
У Німеччині побутували два погляди. Офіційні заяви та медіа стверджували, що танки були занадто жорстоким та ефективним озброєнням. Їхнє застосування називали нечесним і до Червоного хреста навіть спрямували скаргу з проханням їх заборонити. З іншого боку, генеральна ставка вважала, що танки були провалом і не заслуговували на увагу. Такий погляд поширювали у військах — імовірно, для підтримки бойового духу.

### 1917: Аррас, Камбре

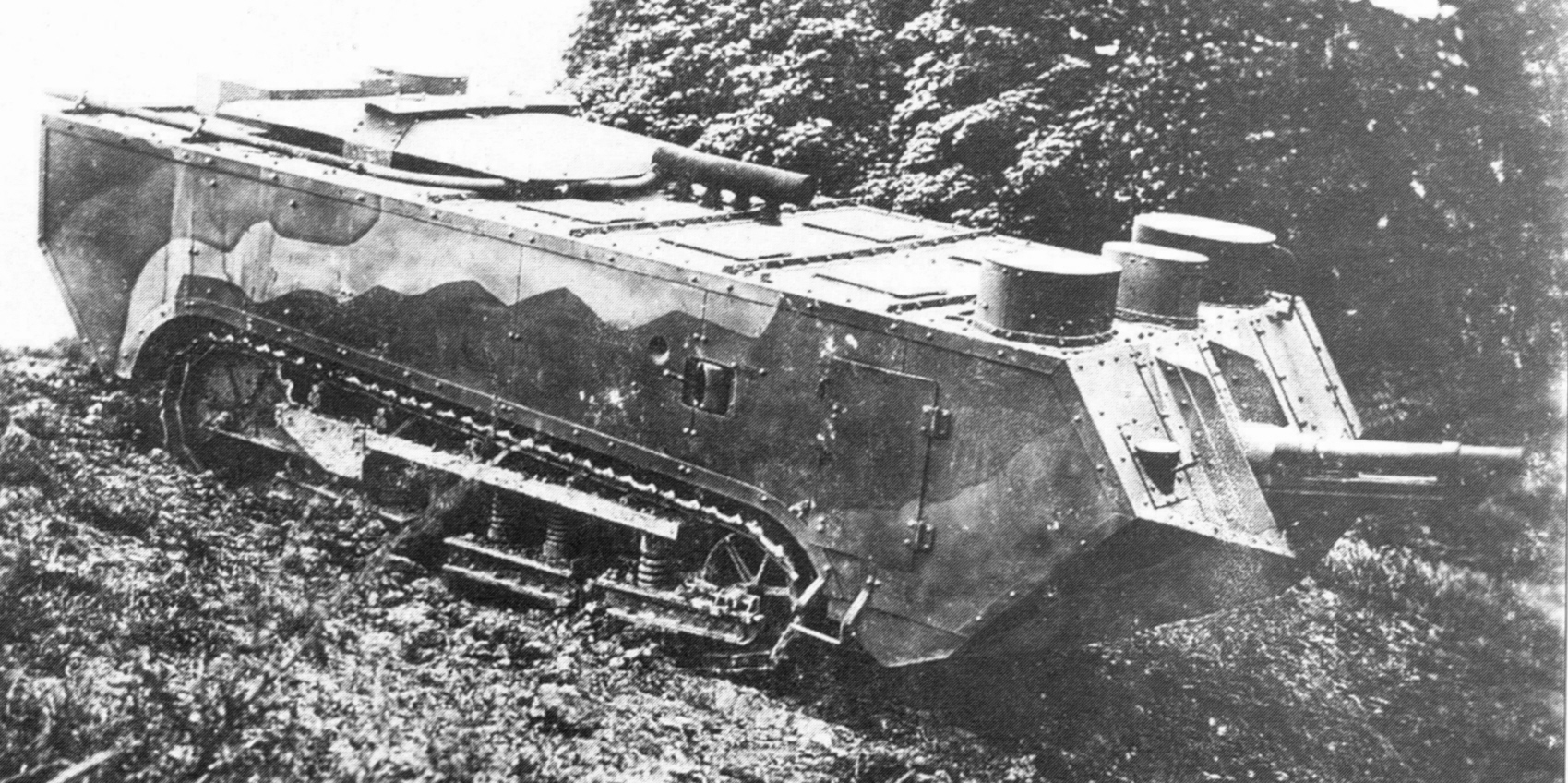
St-Chamond, 1917

На початку 1917 року британське командування обговорювало з військовими та конструкторами перспективи застосування та виробництва танків. Військове керівництво знехтувало порадами спеціалістів щодо кількості запчастин і застосування машин: у битві біля Арраса (9 квітня — 16 травня 1917) їх знову розпорошили широким фронтом замість масованої танкової атаки. Як і на Соммі, танки показали суперечливу ефективність: на кількох напрямках машини суттєво допомогли піхоті, чим показали свої можливості в разі правильного застосування, а на інших не змогли вчасно підтримати піхоту через несправності та болотисту місцевість. Після битви армія почала отримувати нові Mark IV, а Mark I почали перетворювати на танки підтримки, що перевозили пальне та боєприпаси для бойових танків. Протягом 1917 року Mark I також застосовували в невеликих кількостях у Єгипті, в Першій (26 березня), Другій (17—19 квітня) і Третій (1—2 листопада) битвах за Газу.
Французька армія мала на меті накопичити достатню кількість танків до першого застосування. На квітень 1917 вони мали близько 200 танків Schneider CA й застосували 132 одиниці під час наступу Нівеля, 16 квітня. Результати були неоднозначні: для того, щоб танки могли подолати траншеї, перед ними мали йти піхотинці, які обвалювали траншеї — а це ставило під сумнів роль танка як засобу для проривання траншей. Без готових проходів через окопи танки застрягали або були змушені чекати, через що велику частину з них було виведено з ладу. 5 травня 1917 відбулась успішна атака на Шамен-де-Дам, яка стала першим застосуванням для St-Chamond. Новий головнокомандувач Філіпп Петен високо оцінив танки: «Існують два типи піхотинців: ті, хто воювали разом із танками, і ті, хто ні. Ті, хто йшли в атаку з танками, більше не хотіли йти в бій без них». За результатами застосування недосконалих штурмових танків французи зосередились на легкому танку Renault FT.
У Месенській битві в червні 1917 взяла участь велика кількість танків, однак вони не відіграли значної ролі в ході битви. Перед атакою танки заховали в лісах, стерши навіть сліди гусениць. Втім, земля була перерита вирвами від артилерії, тому машини не встигали за піхотою. Бої в червні показали дієвість танків проти нової німецької тактики: німці почали відводити артилерію далі від першої лінії, де не добивала артилерія Антанти. Таким чином, першу лінію було взяти доволі легко, однак за нею наступаюча піхота більше не мала артилерійської підтримки та потерпала від німецьких гармат. У таких умовах танки могли виконувати роль артилерійської підтримки для піхоти.
У липні в Третій Іпрській битві взяли участь понад 200 танків. Їхнє застосування відклали через приготування до артилерійської підготовки, що стало катастрофою для танків: наприкінці липня розпочались сильні зливи, через які в розм'якшеному ґрунті застрягла значна частина машин. З 52 танків першої хвилі змогли доїхати до своїх цілей лише 19; другій хвилі пощастило ще менше. Будь-які спроби застосувати бронетехніку на полі бою, що під вогневим контролем німецької артилерії перетворилось на суцільну трясовину, були приречені. Звіти знову ставили під сумнів доцільність існування танків. На пізніших етапах битви (серпень — жовтень) на напрямках, де не було артпідготовки, танки змогли надати суттєву підтримку для піхоти, хоча після перших масштабних атак самих танків залишилось небагато.
23 жовтня 1917, після посилення тренувань з піхотою, у бій знову пішли французькі танки: в атаці на Ля-Мальмезон взяли участь 56 St-Chamond і 36 Schneider CA1. Атака була успішною, французи втратили лише два танки. Німецька артилерія погано бачила танки через туман, а кулеметники були деморалізовані марністю своїх бронебійних патронів.
Вже за рік після першого застосування, 20 листопада 1917 року в битві за Камбре британці успішно кинули в бій 476 танків на вузькій (близько 9,5 км) ділянці фронту. Підготування були приховані, бронетехніку перевозили вночі та старанно маскували. Замість звичного тривалого артилерійського обстрілу відбулась коротка артпідготовка, за якою відбувся масований танковий наступ, що став несподіванкою для німців: ті очікували, що для прориву Лінії Гінденбурга необхідний обстріл щонайменше тривалістю в тиждень. Коли танки проривали оборонні лінії, німецька піхота ховалась у бліндажах і здавалась у полон піхоті та кінноті, що рухалась за танками. Кількість полонених складала тисячі бійців, але й британці зазнавали серйозних втрат; зокрема, тільки в перший день було втрачено 179 танків.
Втім, однозначна перемога не сталась. Прорив перших ліній оборони, забезпечений танками, не був розвинений військами, що мали б іти після них, і німці невдовзі відбили захоплені позиції назад. Битва показала, що можливості важких танків не вийшли за межі прориву перших ліній укріплень, для чого вони й розроблялись. Щоб розвинути прорив на більшу глибину, був необхідний швидший танк з більшим запасом ходу. Перший танк такого зразка, Medium A, вже розроблявся та пішов у серійне виробництво невдовзі після битви. Початковий успіх битви нарешті змінив скептичне ставлення британського військового керівництва до танків, але посилення виробництва не мало достатньої підтримки. Хоч німецькі командувачі недооцінили можливості британських танків, усе ж їхні війська змогли відбити позиції й без бронетехніки. Зусилля німців зі створення танка посилились, однак було занадто пізно.

### 1918: Суассон, Ам'єн

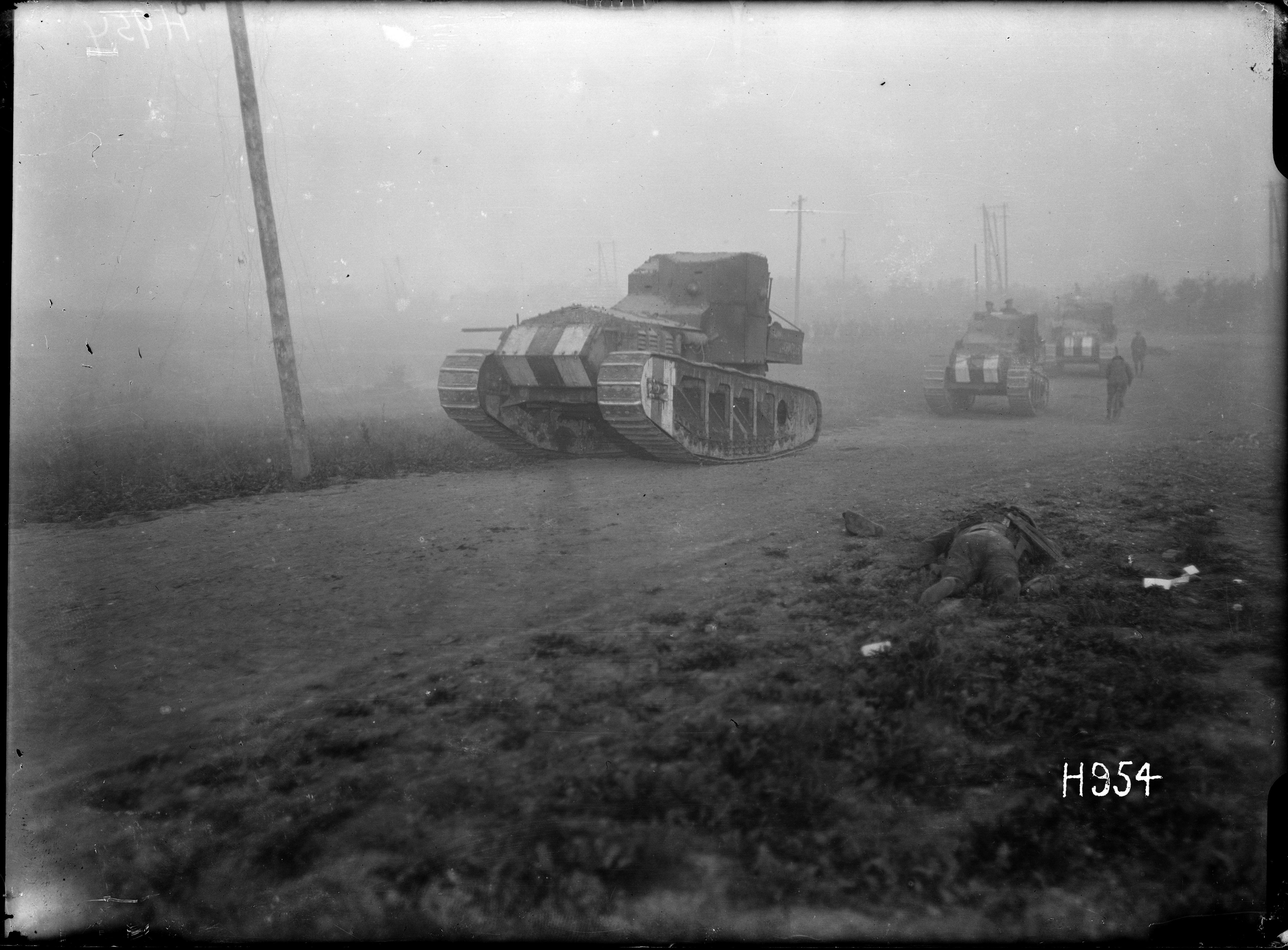
Medium A з тактичними маркуваннями, 1918

У березні 1918 року німецькі війська здійснили несподіваний Весняний наступ та відкинули Союзників на значну відстань. З 370 британських танків, залучених у цих боях, 180 були залишені, не здійснивши жодного пострілу. Багато з них просто витрачали все пальне та потрапляли до рук німців. Тоді вперше було застосовано Medium A, хоча через постійний відступ танки були в невигідному становищі.
На початку 1918 року почали з'являтись перші німецькі танки A7V, але машин власного виробництва було вкрай мало й німці більше покладались на трофейну техніку. Перший в історії бій між танками відбувся 24 квітня 1918 року в другій битві за Віллер-Бретонне, коли три британські машини (дві кулеметні «самиці» та один гарматний «самець») зіштовхнулись із трьома A7V. Німецькі танки змогли вивести з ладу «самиць», однак «самець» сам продовжив бій проти трьох машин супротивника, вивівши з ладу дві. Один A7V витримав три влучання гармати, але пізніше перевернувся при повороті. Екіпаж другого танка полишив машину, а третій пізніше продовжив бій проти Medium A, які підійшли. Хоч німецькі танки були загалом невдалі, їхнє застосування виявилось доволі успішним, зокрема, завдяки вищій швидкості.
Французи намагались накопичити достатню кількість легких Renault FT для масового застосування, однак німецький наступ змусив кинути нову техніку раніше, 31 травня, в Третій битві на Ені. Вони добре себе зарекомендували, бо могли пересуватися лісистою місцевістю. Надалі кількість танків тільки зростала, і на липень французи мали понад 500 одних тільки Schneider і St-Chamond, які, хоч і не були достатньо ефективними, все ж залякували супротивника.
15 липня біля Реймса відбулась одна з найбільших німецьких танкових атак, що включала близько 20 трофейних Mark IV. Німецькі війська навіть не прагнули відновлювати залишені на полі бою французькі середні танки, користуючись лише трофейними Mark IV, які на той момент уже суттєво програвали новітнім Mark V. Однак французи невдовзі здійснили власну атаку біля Суассона силами понад 400 танків, серед яких 250 Renault FT (вперше застосованих масово), 100 St-Chamond і 123 Schneider CA1. Найбільшу роль у наступі відіграли саме Renault FT, показавши значну перевагу над штурмовими танками.
З часом FT стали основною ударною силою французької армії. До серпня 1918 року їх було виготовлено близько 2 тисяч. Проти них німці встановлювали кулеметні ДОТи, які збільшили втрати танків: FT могли боротись проти них лише зблизька, а кулеметники, хоч і не могли пробити броню танків, були натреновані стріляти по спостережних амбразурах — уламки від броні могли поранити або осліпити екіпажі. Це не мало суттєвого ефекту, а пізніші сконцентровані протитанкові укріплення не мали достатнього поширення, щоб бути великою загрозою. Найбільшою загрозою для FT залишались польові гармати, але малий розмір і масовість танків робили їх важкими для ураження цілями. Також проти легких танків працювали широкі протитанкові рови, тому машини йшли в бій разом з інженерними підрозділами або спеціально навченою піхотою.
Наприкінці Першої світової відбулась одна з наймасштабніших і найуспішніших у контексті танків битв — битва при Ам'єні в серпні 1918 року, де взяли участь близько 600 танків усіх типів. Попри значну кількість невдало організованих атак і втрат, зі звітів Союзників і Німеччини відомо, що танки суттєво зменшували втрати піхоти, а їх виведення з ладу призводило до провалу атак. На той момент танк не мав жодної заміни, оскільки авіація ще не розвинулась достатньо, тому крім нього залишались лише артилерійські обстріли та примітивні атаки піхоти й кінноти. На момент битви німецьке командування вже розуміло, що не зможе змагатись у кількості танків, а тому вирішило займатись протитанковим озброєнням. Одними з таких зразків були 13,2-мм протитанкова гвинтівка Mauser M1918 та 37-мм протитангова гармата TAK 1918. На Лінії Гінденбурга німці створювали «танкові форти», зазвичай оснащені двома польовими гарматами, 3-4 мінометами на лафетах для стрільби прямим наведенням, 2-3 кулеметами, 3-4 протитанковими гвинтівками та прожекторами. Невідомо, наскільки успішними були ці заходи.
Американські війська вперше застосували танки — французькі Renault FT — у вересні 1918 року. У вересні та жовтні в наступальних діях брали участь сотні французьких і британських танків. Німецькі війська зі змінним успіхом намагались боротись проти танків за допомогою протитанкових гвинтівок, затоплення місцевості, мін тощо. У жовтні артилерія зосереджувалась на знищенні танків, що суттєво обмежувало її підтримку піхоти.

### Після Першої світової

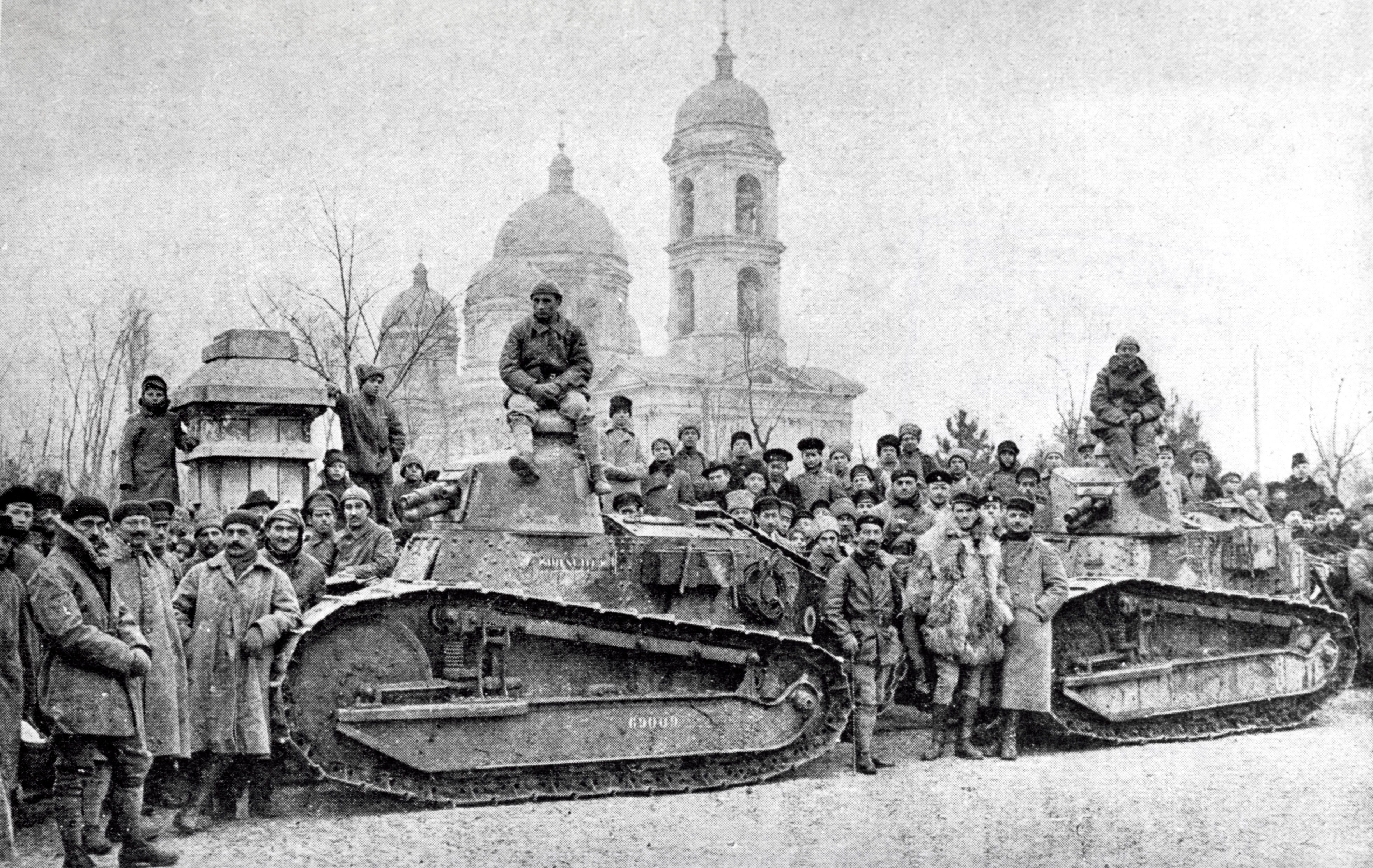
Renault FT в Одесі, 1917

Танки, розроблені в роки Першої світової, неодноразово брали участь у збройних конфліктах після неї.
Доволі активно танки застосовувались обома сторонами Громадянської війни в Росії. Російська імперія використовувала британські Mark V, Mark B та Mark C, а також французькі Renault FT. Також свої танки застосовували інтервенти проти більшовиків: британські Mark V і Mark B воювали на півночі Росії, тоді як французькі Renault FT — на півдні України. Танки домінували на полі бою, знищуючи укріплення та деморалізуючи противників, а оскільки більшість битв війни проходила поблизу залізниці, то малий запас ходу не був великою проблемою. Головними труднощами залишались складність обслуговування та недостатня навченість російських екіпажів. Найбільшу кількість танків, 71 одиниць, переважно Mark V, у Білій армії було зафіксовано 18 листопада 1919 року. Однією з найзначніших битв за участі танків стала битва за Царицин в червні 1919, де було застосовано 16 танків. Червона армія застосовувала в боях захоплені танки білогвардійців.
Renault FT активно постачались на експорт. Конфліктом з найбільшою кількістю залучених FT після Першої світової стала радянсько-польська війна. До червня 1919 року Франція передала Польщі цілий полк зі 120 танками. Екіпажі початково теж були французькі, але невдовзі їх замінили польськими. Поляки застосовували танки не так, як це було на Західному фронті, роблячи ставку на триваліші маневрові операції, що призводило до менших втрат. У менших кількостях FT брали участь у Другій греко-турецькій війні, Рифській війні, Великому сирійському повстанні та низці революцій, прикордонних і колоніальних конфліктів на Близькому Сході, в Північній Африці та на Далекому Сході. Також танки взяли обмежену участь у боях на початку Другої світової війни.

## Результати та вплив
Британське військове керівництво скептично ставилось до танків протягом майже усієї війни, навіть після успішного їхнього застосування. Погляди змінила битва біля Камбре в листопаді 1917 року. Німецьке керівництво поставилось до танків ще більш скептично, ніж британське. Битва за Камбре також вплинула на погляди командувачів, але тільки битви за Віллер-Бретонне та Суассон (березень і липень 1918 відповідно) донесли до німців справжні можливості танка. Починати вже було запізно, тож на фінальному етапі німці сконцентрувались на способах боротьби з ними. У Франції танки підтримував головнокомандувач Жозеф Жоффр, однак після його усунення в грудні 1916 через Верденську битву, наступник Робер Нівель ставився до танків скептично і вважав, що слід зосередити промисловість на артилерійських тягачах, що суттєво затримало розвиток легких танків Renault FT. Після провального наступу, новим головнокомандувачем у травні 1917 став Філіпп Петен. Петен погоджувався з Етьєном, що замість важких танків слід виготовляти велику кількість легких Renault FT, та лобіював рішення на користь цієї машини. Він пообіцяв солдатам, що не буде проводити новий масштабний наступ до появи танків і американської армії.
Після початку Стоденного наступу 8 серпня 1918 року танки отримали значно ширше визнання. Німецький генерал Еріх Людендорф приписав їм одну з найбільших ролей у поразці німецьких військ, а 8 серпня назвав «чорним днем для німецької армії». З ним погоджувався й генерал Ганс фон Цвель, вважаючи, що перемогли не здібності маршала Фердинанда Фоша, а «Генерал Танк». Британський польовий маршал Дуґлас Гейґ згадував, що від цього дня танки використовувались у кожній битві. Він наголошував, що вони відігравали значну роль у прориві німецьких оборонних ліній і що без Танкового корпусу під командуванням генерал-майора Г'ю Еллса піхота та артилерія не змогли б досягнути такого успіху. З вирішальною роллю танків не погоджувався генерал Джеймс Едмондс, який написав офіційну британську історію війни. Він вважав цю тезу легендою німців, призначеною для «збереження їхньої самооцінки як солдатів».
Після Комп'єнського перемир'я 11 листопада 1918 року країни зупинили замовлення на нові танки та скоротили війська. Якщо на кінець війни Велика Британія мала 20 танкових батальйонів, то невдовзі після завершення їх скоротили до 4 батальйонів уже застарілих Mark V. Німеччина за результатами Версальського договору не могла мати танки взагалі, тож країни Антанти не бачили в ній загрози.
Начальник штабу Танкового корпусу полковник Джон Фуллер описував у «Плані 1919» використання швидких танків для рейдів у ворожому тилу, але його ідеї вже не мали великого впливу. Джиффард Мартел вбачав майбутні війни як бої між танками різних видів, подібні до морських битв. Втім, перепони з боку військового керівництва, суперечки навколо організації танків у війську та показників самих танків призвели до виготовлення низькобюджетних машин і зрештою залишили країну-винахідницю танка без адекватних танків на початок Другої світової. Перспективу танків оцінювали неналежно, вважаючи їх винятково засобом окопних боїв. Генерал Луїс Джексон, який ще з 1915 року підтримував Свінтона, 1919 року заявив: «Танк був виродком. Обставини, що спричинили його існування, були винятковими та навряд чи повторяться».
У Франції Жан Етьєн передбачав створення «бойових танків», що були б здатні боротись не лише з вогневими точками, але й з ворожими танками, тоді як легші машини мали б розвивати прорив оборони. Всупереч прогресивним поглядам Етьєна, французька армія зробила танки частиною піхоти, чим обмежила їхні можливості до супроводу. До 1930-х років FT були основними в армії, а навіть на 1940 рік основу французького танкового парку складали легкі танки супроводу піхоти, сучасніші аналоги FT — Renault R-35. У США ситуація була не кращою, ніж у Британії та Франції.
Отже, попри те, що військові діячі намагались розвинути досвід війни, пропонуючи нові форми організації танків і нові концепції, й наполягаючи на розвитку цього виду військ, країни-піонери танкобудування на початок Другої світової залишились далеко позаду Німеччини та СРСР.
Розвиток танків не зупинив використання бронеавтомобілів. Хоч вони не були придатні для полів битв у Франції, танки не могли зрівнятись із ними у швидкості на твердому ґрунті. Швидкість і дешевизна робили їх значно зручнішими для колоніальних війн, тому вони не лише залишились актуальними поряд із танками, але й були значно успішнішими в розрізі державних замовлень.
Британський історик та інженер Річард Оґоркевіч вважав, що хоч Перша світова й дала розвиток танкам, вузькість бачення їхнього призначення перешкоджала розвитку танка як мобільного та універсального інструмента. На його думку, фундаментальною проблемою застою на Західному фронті були не укріплення з кулеметами й траншеями, а дисбаланс між оборонними й наступальними спроможностями військ. Через складність переміщення важкого озброєння армії могли ефективно застосовувати всю свою вогневу потужність лише в статичній обороні, а при наступі не могли достатньо швидко підвести артилерію для підтримки піхоти. Армії потребували передусім підвищення мобільності артилерії, яка все ще покладалась на кінську тягу та людську силу.

## Список

### Порівняння серійної техніки
Нижче наведено порівняльну таблицю основних серійних танків, розроблених у роки Першої світової.
| Назва          | Країна          | Поява         | К-сть | Розмір (д×ш×в)    | Маса   | Екіпаж  | Озброєння              | Макс. броня | Потужність | ПП         | Макс. швидкість | Запас ходу |                      |
| -------------- | --------------- | ------------- | ----- | ----------------- | ------ | ------- | ---------------------- | ----------- | ---------- | ---------- | --------------- | ---------- | -------------------- |
| Mark I         | Велика Британія | червень 1916  | 150   | 8,1 × 4,2 × 2,5 м | 28,5 т | 8       | 2×57 мм L40, 4×7,7 мм  | 10 мм       | 105 к.с.   | 3,7 к.с./т | 6 км/год        | 38 км      | [ 81 ] [ 82 ] [ 83 ] |
| Mark IV        | Велика Британія | березень 1917 | 1015  | 8,1 × 4,1 × 2,5 м | 28,5 т | 8       | 2×57 мм L23, 4×7,7 мм  | 16 мм       | 105 к.с.   | 3,7 к.с./т | 6 км/год        | 56 км      | [ 84 ] [ 85 ] [ 86 ] |
| Mark V         | Велика Британія | січень 1918   | 1125  | 8,1 × 3,9 × 2,6 м | 29,5 т | 8       | 2×57 мм L23, 4×7,7 мм  | 16 мм       | 150 к.с.   | 5,1 к.с./т | 7,4 км/год      | 72 км      | [ 87 ] [ 88 ] [ 89 ] |
| Mark A Whippet | Велика Британія | жовтень 1917  | 200   | 6,1 × 2,6 × 2,8 м | 14,2 т | 3 або 4 | 4—5×7,7 мм             | 14 мм       | 2×45 к.с.  | 6,3 к.с./т | 13,4 км/год     | 128 км     | [ 90 ] [ 91 ] [ 92 ] |
| Mark B         | Велика Британія | вересень 1918 | 80    | 6,9 × 2,7 × 2,6 м | 18 т   | 4       | 4×7,7 мм               | 14 мм       | 100 к.с.   | 5,6 к.с./т | 9,8 км/год      | 117 км     | [ 93 ] [ 94 ]        |
| Mark C         | Велика Британія | вересень 1918 | 36    | 7,9 × 2,5 × 2,9 м | 20,3 т | 4       | 4×7,7 мм               | 14 мм       | 150 к.с.   | 7,4 к.с./т | 12,7 км/год     | 225 км     | [ 93 ] [ 95 ] [ 96 ] |
| Schneider CA1  | Франція         | вересень 1916 | 400   | 6,3 × 2,1 × 2,3 м | 14,6 т | 6       | 1×75 мм L9,5, 2×8 мм   | 17 мм       | 55 к.с.    | 3,8 к.с./т | 7,5 км/год      | 48 км      | [ 97 ] [ 98 ]        |
| Saint-Chamond  | Франція         | квітень 1917  | 400   | 8,7 × 2,7 × 2,4 м | 22 т   | 8       | 1×75 мм L36, 4×8 мм    | 17 мм       | 90 к.с.    | 4,1 к.с./т | 8 км/год        | 60 км      | [ 99 ]               |
| Renault FT     | Франція         | кінець 1917   | 3177  | 5,0 × 1,7 × 2,1 м | 6,8 т  | 2       | 1×37 мм L21            | 16 мм       | 35 к.с.    | 5,1 к.с./т | 7,7 км/год      | 35 км      | [ 100 ] [ 101 ]      |
| A7V            | Німеччина       | вересень 1917 | 20    | 8,0 × 3,2 × 3,5 м | 32,5 т | 18      | 1×57 мм L26, 6×7,92 мм | 30 мм       | 2×100 к.с. | 6,2 к.с./т | 9 км/год        | 80 км      | [ 102 ]              |

Інша серійна техніка: 
- Mark II (виготовлено 50 одиниць)
- Mark III (50 од.) — модифікації Mark I, використовувались як тренувальні[103]
- Mark IX[en] (46 од.) — перший в історії піхотний бронетранспортер[104]
- Mark I Gun Carrier(інші мови) — самохідна артилерійська установка / транспортер гармати[105]

### Інша техніка
Нижче наведено прототипи, проєкти, малосерійні зразки танків, розроблених під час Першої світової війни, а також танки, які виготовлялись серійно й не встигли взяти участь у боях.
| Серійні та малосерійні моделі - Flying Elephant - FCM 2C - Mark VIII - M1917 - M1918 | Прототипи та проєкти - Броньований трактор Killen-Strait - Little Willie - Mark VI - Medium Mark D - Броньований коток Фро-Лаффлі - Машина Буаро - FCM 1A - CLB 75 - Holt Gas-Electric Tank - Паровий Mark IV - Танк-скелет | - Fiat 2000 - LK I - LK II - Sturmpanzerwagen Oberschlesien - K-Wagen - «Цар-танк» Лебеденка - Танк Менделєєва - Танк Пороховщикова |

### Використана
- Ogorkiewicz, Richard M. (1991). Technology of Tanks (I) (англійською) . Т. I. Surrey: Jane's Information Group. ISBN 0-710605-95-1.
- Foley, Michael (2014). Rise of the Tank. Armoured Vehicles and their use in the First World War (англійською) . South Yorkshire: Pen and Sword Books Ltd. ISBN 978-1783463930.
- Fletcher, David (2001). The British Tanks, 1915-19 (англійською) . Ramsbury: The Crowood Press. ISBN 1-861264-00-3.
- Glanfield, Jonh (2006). The Devil's Chariots: The Birth and Secret Battles of the First Tanks (англійською) . Thrupp: Sutton Publishing Limited. ISBN 0-750941-52-9.
- Zaloga, Steven J. (2010). French Tanks of World War I (англійською) . Botley, Oxford: Osprey Publishing. ISBN 978-1846035135.
- Bullock, David (2003). Armored Units of the Russian Civil War: White and Allied (англійською) . Botley, Oxford: Osprey Publishing. с. 12—21. ISBN 1-841765-44-9.
- Bullock, David (2006). Armored Units of the Russian Civil War: Red Army (англійською) . Botley, Oxford: Osprey Publishing. с. 36—42. ISBN 978-1841765457.
- Chant, Christopher (2002). World Encyclopedia of the Tank: An International History of the Armoured Fighting Machine (англійською) . Stroud: Sutton Publishing Limited. ISBN 0-750931-47-7.
- Tucker, Spencer C. (2004). Tanks: An Illustrated History of their Impact (англійською) . Santa Barbara, CA: ABC-CLIO Inc. ISBN 1-576079-95-3.

### Подальше читання
- Macksey, Kenneth (1971). Tank Warfare: A History of Tanks in Battle (англійською) . Oxford: Osprey Publishing. ISBN 978-1782004042.